# 田島通り
田島通り（たじまどおり）は、埼玉県さいたま市南区南本町の一ツ木通りから同市桜区田島の田島団地前交差点へ至る道路の通称である。南区の白幡交差点から同区の沼影交差点までは埼玉県道213号曲本さいたま線である。

## 道路状況
交差点付近を除いて全線片側1車線である。また、武蔵浦和駅の東側にある交差点はスクランブル交差点である。全線が都市計画道路大谷場高木線であり、4車線道路として計画されている。国道17号より東はほとんど完成しており、2車線で供給されている。国道17号より西は一部で拡幅用地が確保されているものの着工されていない。

## 交差する主な道路
| 交差する道路                | 交差点名       | 所在地     | 所在地 |
| --------------------------- | -------------- | ---------- | ------ |
| 一ツ木通り                  |                | さいたま市 | 浦和区 |
| （旧中山道）                | 白幡           | さいたま市 | 浦和区 |
| 国道17号（中山道）          | 武蔵浦和駅入口 | さいたま市 | 南区   |
| （沼影通り）                |                | さいたま市 | 南区   |
| 埼玉県道213号曲本さいたま線 | 沼影           | さいたま市 | 南区   |
| 埼玉県道79号朝霞蕨線        | 四谷           | さいたま市 | 南区   |
| 国道17号（新大宮バイパス）  | 田島団地前     | さいたま市 | 桜区   |

## 交差する鉄道・河川
- 笹目川
- JR東日本武蔵野線
- 東日本旅客鉄道埼京線・東北新幹線

## 沿線の主な施設
- 浦和神明郵便局
- スギ薬局浦和神明店
- とんでん白幡店
- オーケー武蔵浦和店
- 東京ガスライフバル浦和武蔵浦和店
- さいたま中央郵便局
- 武蔵浦和駅
- ライブタワー
- ラムザタワー
- 田島団地